# Championnat du Portugal de rugby à XV 2011-2012
Navigation
Championnat 2010-2011 Championnat 2012-2013
Le championnat du Portugal de rugby à XV 2011-2012 met aux prises les huit meilleurs clubs de rugby à XV du Portugal. Lors d'une première phase dite régulière, les équipes se rencontrent en matchs aller-retour. À l'issue de cette phase, un tournoi final mettant aux prises les quatre meilleures équipes est organisé pour désigner le vainqueur du championnat, ainsi qu'une épreuve pour les quatre autres clubs dans un tournoi de maintien-relégation.

## Clubs de l'édition 2011-2012
| Lisbonne Coimbra Porto |

| Équipe     | Stade                           | Capacité | Ville    |
| ---------- | ------------------------------- | -------- | -------- |
| Agronomia  | Estadio Tapada Da Ajuda         |          | Lisbonne |
| Direito    |                                 |          | Lisbonne |
| CDUL       | Estadio Universitario de Lisboa |          | Lisbonne |
| Academica  |                                 |          | Coimbra  |
| Belenenses | Estádio do Restelo              |          | Lisbonne |
| CDUP       | Estádio Universitário do Porto  |          | Porto    |
| Benfica    |                                 |          | Lisbonne |
| Técnico    |                                 |          | Lisbonne |

## Phase régulière

### Classement
Le classement de l'édition 2011-2012 s'établit comme suit :
| Rang | Club                      | J  | V  | N | D  | Em | Ee | Pm | Pe | Diff | Pts |
| ---- | ------------------------- | -- | -- | - | -- | -- | -- | -- | -- | ---- | --- |
| 1    | Agronomia                 | 14 | 12 | 0 | 2  | 0  | 0  | 0  | 0  | 0    | 54  |
| 2    | Direito (T)               | 14 | 11 | 0 | 3  | 0  | 0  | 0  | 0  | 0    | 52  |
| 3    | CDUL                      | 14 | 11 | 0 | 3  | 0  | 0  | 0  | 0  | 0    | 51  |
| 4    | Académica                 | 14 | 9  | 1 | 4  | 0  | 0  | 0  | 0  | 0    | 44  |
| 5    | Belenenses                | 14 | 5  | 0 | 9  | 0  | 0  | 0  | 0  | 0    | 29  |
| 6    | CDUP                      | 14 | 3  | 0 | 11 | 0  | 0  | 0  | 0  | 0    | 16  |
| 7    | Benfica                   | 14 | 2  | 1 | 11 | 0  | 0  | 0  | 0  | 0    | 14  |
| 8    | Clube de Rugby do Técnico | 14 | 2  | 0 | 12 | 0  | 0  | 0  | 0  | 0    | 9   |

|  | Qualifiés pour le tour final (no 1, no 2, no 3, no 4) |
|  | Poule de relégation (no 5, no 6, no 7, no 8)          |
|  | T : tenant du titre 2011 • P : promu 2011             |

Attribution des points : victoire : 4, match nul : 2, défaite : 0.

### Tableau synthétique des résultats
L'équipe qui reçoit est indiquée dans la colonne de gauche.
| Clubs      | AGRO    | DIRE    | CDUL    | COIM    | BELE    | CDUP    | BENF    | TECH    |
| ---------- | ------- | ------- | ------- | ------- | ------- | ------- | ------- | ------- |
| Agronomia  |         | 15 - 23 | 14 - 24 | 23 - 13 | 27 - 17 | 20 - 12 | 37 - 3  | 61 - 0  |
| Direito    | 18 - 20 |         | 31 - 22 | 18 - 21 | 24 - 12 | 46 - 12 | 57 - 3  | 57 - 0  |
| CDUL       | 15 - 23 | 26 - 13 |         | 8 - 14  | 20 - 19 | 31 - 16 | 44 - 7  | 53 - 0  |
| Academica  | 23 - 26 | 7 - 27  | 7 - 22  |         | 20 - 16 | 57 - 18 | 30 - 17 | 67 - 3  |
| Belenenses | 19 - 39 | 16 - 17 | 14 - 38 | 12 - 15 |         | 77 - 8  | 55 - 28 | 55 - 8  |
| CDUP       | 15 - 21 | 9 - 36  | 3 - 22  | 22 - 32 | 18 - 17 |         | 24 - 23 | 23 - 24 |
| Benfica    | 14 - 38 | 7 - 22  | 5 - 41  | 11 - 11 | 16 - 25 | 20 - 13 |         | 16 - 20 |
| Técnico    | 10 - 39 | 10 - 88 | 0 - 50  | 24 - 73 | 0 - 45  | 6 - 35  | 14 - 45 |         |

|  | Victoire à domicile |  | Match nul |  | Défaite à domicile |

## Tournoi final

### Classement
Le classement de l'édition 2011-2012 s'établit comme suit :
| Rang | Club      | J | V | N | D | Em | Ee | Pm | Pe | Diff | Pts |
| ---- | --------- | - | - | - | - | -- | -- | -- | -- | ---- | --- |
| 1    | CDUL      | 6 | 5 | 0 | 1 | 0  | 0  | 0  | 0  | 0    | 27  |
| 2    | Agronomia | 6 | 4 | 0 | 2 | 0  | 0  | 0  | 0  | 0    | 20  |
| 3    | Direito   | 6 | 1 | 0 | 5 | 0  | 0  | 0  | 0  | 0    | 11  |
| 4    | Académica | 6 | 2 | 0 | 4 | 0  | 0  | 0  | 0  | 0    | 11  |

|  | Champion (no 1) |

Attribution des points : victoire : 4, match nul : 2, défaite : 0.

## Tournoi maintien-relégation

### Classement
Le classement de l'édition 2011-2012 s'établit comme suit :
| Rang | Club                      | J | V | N | D | Em | Ee | Pm | Pe | Diff | Pts |
| ---- | ------------------------- | - | - | - | - | -- | -- | -- | -- | ---- | --- |
| 1    | Belenenses                | 6 | 6 | 0 | 0 | 0  | 0  | 0  | 0  | 0    | 34  |
| 2    | CDUP                      | 6 | 3 | 0 | 3 | 0  | 0  | 0  | 0  | 0    | 15  |
| 3    | Benfica                   | 6 | 2 | 0 | 4 | 0  | 0  | 0  | 0  | 0    | 14  |
| 4    | Clube de Rugby do Técnico | 6 | 1 | 0 | 5 | 0  | 0  | 0  | 0  | 0    | 7   |

|  | Relégué (no 4) |

Attribution des points : victoire : 4, match nul : 2, défaite : 0.